# Đường cao tốc S2 (Ba Lan)

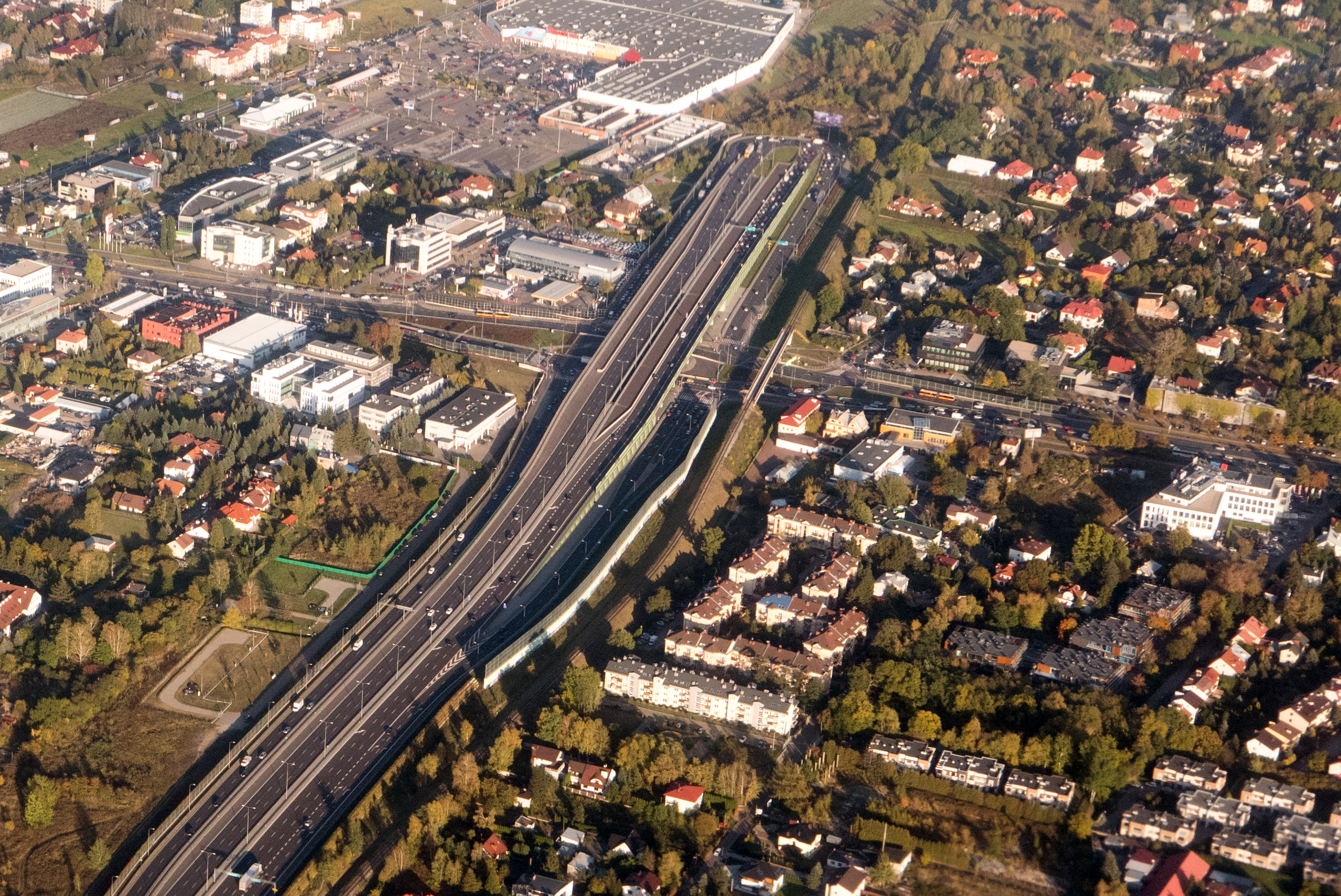
Lối ra Puławska

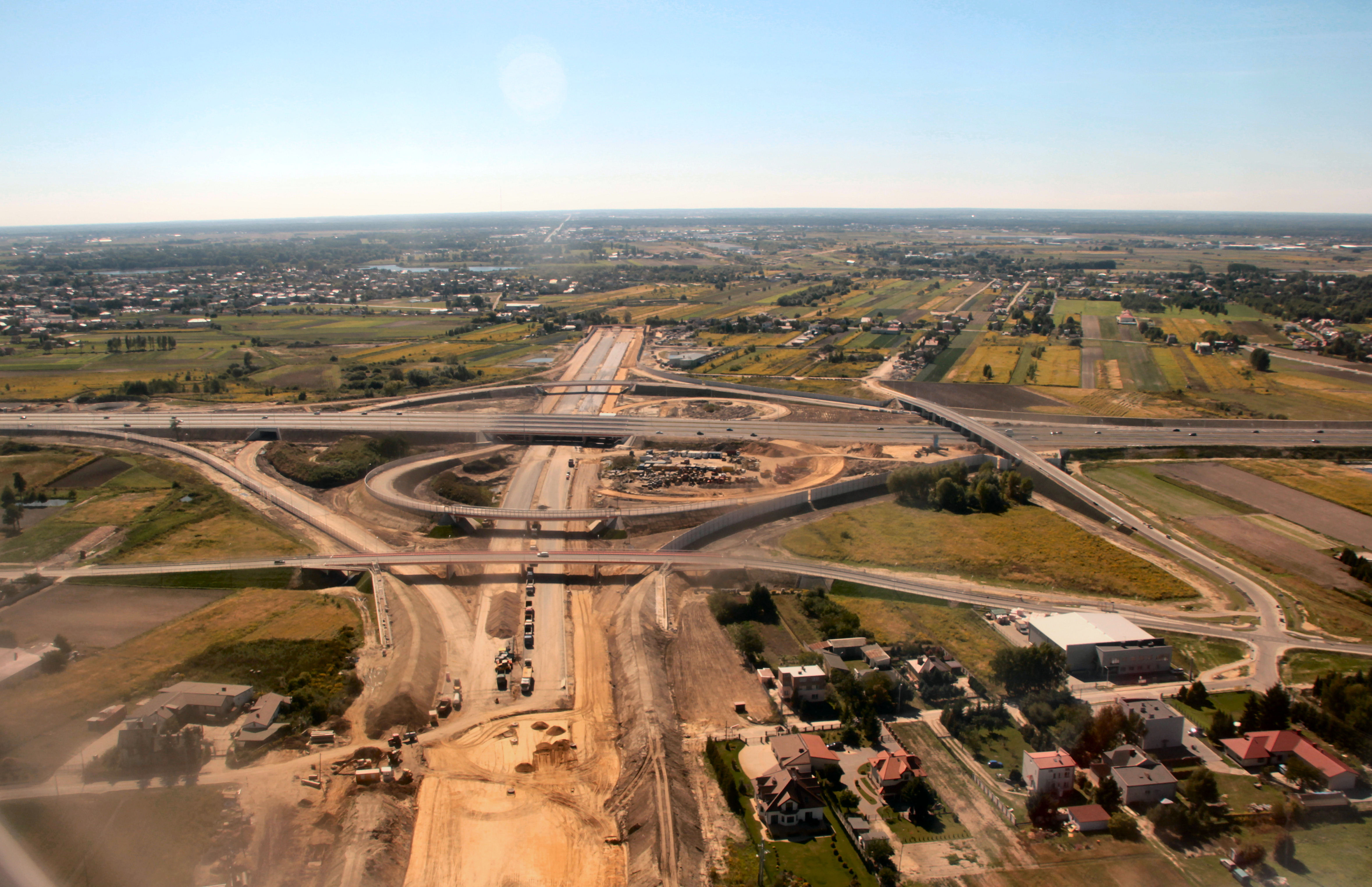
S2 phía nam sân bay Warsaw-Okecie, trao đổi "Opacz", nhìn S7 theo hướng Kraków, tháng 9 năm 2013

Đường cao tốc S2 tạo thành một phần của phần phía nam của Đường cao tốc Warsaw theo kế hoạch và cũng là phần mở rộng của đường cao tốc A2 từ phía tây, cuối cùng sẽ nối với phần còn lại của đường cao tốc A2, phía đông Warsaw. Hiện tại, khoảng một nửa con đường (phần phía tây) đã được xây dựng, trong khi nửa còn lại (phần phía đông) dự kiến hoàn thành vào tháng 8 năm 2020. Con đường đã được lên kế hoạch từ những năm 1970, ban đầu là một phần của đường cao tốc, tuy nhiên sau khi người dân Warsaw địa phương phản đối kế hoạch của đường cao tốc ô tô nội thành, con đường được đề xuất đã được hạ xuống thành đường cao tốc, mặc dù tuyến đường thực tế không bị thay đổi.
Xây dựng giai đoạn đầu tiên của dự án được chia thành hai phần. Làm việc trên đoạn đường kéo dài 3.9 km giữa ngã ba Warszawa Lotnisko (liên kết với đường cao tốc S79) và ngã ba Puławska ở cuối khu vực phía đông của giai đoạn này của dự án bắt đầu vào tháng 9 năm 2009, trong khi xây dựng tuyến khác, đoạn đường dài 11.1 km giữa ngã ba phía tây Konotopa (nối đường cao tốc A2 và phần phía tây của đường vành đai, đường cao tốc S8) và ngã ba Warszawa Lotnisko, bắt đầu vào mùa hè năm 2010 
Cả hai phần đã được lên kế hoạch hoàn thành vào giữa năm 2012 để phục vụ giải vô địch bóng đá Euro 2012, tuy nhiên thời hạn này đã không đạt được. Đường cao tốc S2 cuối cùng đã được mở trong một số giai đoạn, bắt đầu ở phía tây tại ngã ba Konotopa vào tháng 8 năm 2013, với các đoạn tiếp theo mở vào tháng 9 năm 2013, nối đường với đường cao tốc S79 dẫn đến Sân bay Quốc tế Chopin. Phần cuối cùng của giai đoạn này của dự án đến ngã ba Puławska đã được mở vào cuối tháng 9 năm 2013.
Giai đoạn thứ hai của dự án sẽ đi theo đường cao tốc S2 ở phía đông Puławska qua sông Vistula, qua cây cầu mới, nối tuyến với phần phía đông của đường cao tốc Warsaw Ring và tiếp tục đường cao tốc A2 về phía đông. Đấu thầu thiết kế và xây dựng cho phần này (chia thành 3 hợp đồng riêng biệt) đã được công bố vào ngày 18 tháng 12 năm 2013, với ngày hoàn thành được xác định là 41 tháng kể từ ngày hợp đồng được ký (không tính 3 tháng vào mùa đông). Hợp đồng được ký vào tháng 12 năm 2015, với kế hoạch hoàn thành là vào tháng 8 năm 2020.
Các hợp đồng là:
- Hợp đồng A (4.6   km) bao gồm cả đường hầm dưới Ursynów: Astaldi Sp A., giá khoảng 1 222 triệu zł.
- Hợp đồng B (6,45   km) bao gồm cả cầu bắc qua sông Vistula: Gulermak Agir Sanayi Inssat ve Taahhut AS và PBDiM Mińsk Maz., giá khoảng 757,6 triệu ZL.
- Hợp đồng C (7,45   km) bao gồm cả cầu vượt trong Công viên cảnh quan Masovian: Warbud SA giá khoảng 561,7 triệu zł.
- Giám sát: Egis Polska Inżynieria Sp. z o.o., giá khoảng 53,4 triệu zł.

## Mô tả tuyến đường
| Số lối ra | Tên lối ra          | Đường kết nối                  | Số dặm từ đầu     | Nhà nước đường                                                             | Lịch sử xây dựng | Ghi chú |
| --------- | ------------------- | ------------------------------ | ----------------- | -------------------------------------------------------------------------- | --- | --- |
| 1         | Konotopa            | A2 · S7 · S8 · E30 · E67 · E77 | 0 km              | Làm xong                                                                   | Bắt đầu đấu thầu: 28.03.2009 (đã hủy) Kết quả đấu thầu mới: 9.02.2010. Chi phí xây dựng cho Warszawa-Lotnisko: 908.050.715,86 zł (khoảng € 215 triệu.) Đã mở: 31/07/2012 (không truy cập vào S2) Xây dựng: Từ ngày 06.2010-24.12.2013 | Đầu cuối phía tây |
| 2         | Aleje Jerozolimskie | DW719                          | 4,3 km (2,67 mi)  | Làm xong                                                                   | Bắt đầu đấu thầu: 28.03.2009 (đã hủy) Kết quả đấu thầu mới: 9.02.2010. Chi phí xây dựng cho Warszawa-Lotnisko: 908.050.715,86 zł (khoảng € 215 triệu.) Đã mở: 31/07/2012 (không truy cập vào S2) Xây dựng: Từ ngày 06.2010-24.12.2013 | Lối vào từ đường giới hạn NE đến đường giới hạn SE (chỉ mở 8.09.2013), lối ra từ đường giới hạn đến đường chỉ giới hạn SW (mở 24.12.2013). Chỉ có thể truy cập từ đường hỗn hợp. |
| 3         | Opacz               | DK7 · S8 · E67 · E77           | 6,4 km (3,98 mi)  | Làm xong                                                                   | Bắt đầu đấu thầu: 28.03.2009 (đã hủy) Kết quả đấu thầu mới: 9.02.2010. Chi phí xây dựng cho Warszawa-Lotnisko: 908.050.715,86 zł (khoảng € 215 triệu.) Đã mở: 31/07/2012 (không truy cập vào S2) Xây dựng: Từ ngày 06.2010-24.12.2013 | Đã mở ngày 24.12.2013 |
| 4         | Al. Krakowska       | 8,1 km (5,03 mi)               |                   | Làm xong                                                                   | Bắt đầu đấu thầu: 28.03.2009 (đã hủy) Kết quả đấu thầu mới: 9.02.2010. Chi phí xây dựng cho Warszawa-Lotnisko: 908.050.715,86 zł (khoảng € 215 triệu.) Đã mở: 31/07/2012 (không truy cập vào S2) Xây dựng: Từ ngày 06.2010-24.12.2013 | Chỉ có thể truy cập từ đường hỗn hợp |
| 5         | Warszawa-Lotnisko   | S79                            | 13,3 km (8,26 mi) | Làm xong                                                                   | Từ 2010-6.09.2013 | Kế hoạch S7 về phía Kraków |
| 6         | Puławska            | DK2 · DK79 · E30               | 15,3 km (9,51 mi) | Làm xong                                                                   | * Hợp đồng ký ngày 10/8/2009 - Xây dựng: Từ 16.09.2009-18.09.2013 Chi phí (bao gồm S79): 1,123 tỷ zł (khoảng € 270 triệu.) | Hiện là điểm cuối phía đông |
| 7         | Ursynów-Zachód      |                                |                   | Thiết kế và xây dựng hợp đồng đã ký, dự kiến khai trương: Tháng 8 năm 2020 | Đấu thầu công bố năm 2013, giá trị sổ sách: 2993,66 triệu zł (khoảng € 710 triệu), hợp đồng ký tháng 12 năm 2015, kế hoạch hoàn thành vào tháng 8 năm 2020                                                                            | |
| 8         | Ursynów-Wschód      |                                |                   | Thiết kế và xây dựng hợp đồng đã ký, dự kiến khai trương: Tháng 8 năm 2020 | Đấu thầu công bố năm 2013, giá trị sổ sách: 2993,66 triệu zł (khoảng € 710 triệu), hợp đồng ký tháng 12 năm 2015, kế hoạch hoàn thành vào tháng 8 năm 2020                                                                            | |
| 9         | Przyczółkowa        | DW724                          |                   | Thiết kế và xây dựng hợp đồng đã ký, dự kiến khai trương: Tháng 8 năm 2020 | Đấu thầu công bố năm 2013, giá trị sổ sách: 2993,66 triệu zł (khoảng € 710 triệu), hợp đồng ký tháng 12 năm 2015, kế hoạch hoàn thành vào tháng 8 năm 2020                                                                            | |
| 10        | Czerniakowska Bis   |                                |                   | Thiết kế và xây dựng hợp đồng đã ký, dự kiến khai trương: Tháng 8 năm 2020 | Đấu thầu công bố năm 2013, giá trị sổ sách: 2993,66 triệu zł (khoảng € 710 triệu), hợp đồng ký tháng 12 năm 2015, kế hoạch hoàn thành vào tháng 8 năm 2020                                                                            | Ngã ba đề xuất |
| 11        | Wał Miedzezyński    | DW801                          |                   | Thiết kế và xây dựng hợp đồng đã ký, dự kiến khai trương: Tháng 8 năm 2020 | Đấu thầu công bố năm 2013, giá trị sổ sách: 2993,66 triệu zł (khoảng € 710 triệu), hợp đồng ký tháng 12 năm 2015, kế hoạch hoàn thành vào tháng 8 năm 2020                                                                            | |
| 12        | Patriotów           |                                |                   | Thiết kế và xây dựng hợp đồng đã ký, dự kiến khai trương: Tháng 8 năm 2020 | Đấu thầu công bố năm 2013, giá trị sổ sách: 2993,66 triệu zł (khoảng € 710 triệu), hợp đồng ký tháng 12 năm 2015, kế hoạch hoàn thành vào tháng 8 năm 2020                                                                            | |
| 13        | Lubelska            | A2 · S17 · E30 · E372          |                   | Thiết kế và xây dựng hợp đồng đã ký, dự kiến khai trương: Tháng 8 năm 2020 | Đấu thầu | Dự kiến bến cuối phía đông |